# Derailed (2016)
Derailed (en hangul, 두 남자; romanización revisada, Doo Namja; literalmente, «Dos hombres») también conocida como No Way to Go es una película de acción y crimen surcoreana de 2016 protagonizada por Ma Dong seok y Choi Min-ho. La película fue estrenada en el 21st Busan International Film Festival en la sección "Korean Cinema Today – Panorama". Su estreno en cines surcoreanos se dio el 30 de noviembre de 2016.

## Sinopsis
Jin-il (Choi Min-ho) y Ga-young (Da-Eun) son dos adolescentes que escaparon de sus casas y viven con otros chicos en la misma situación como si fuesen una familia, trabajan a medio tiempo o roban para sobrevivir.
Cuando Ga-young se cita con un hombre de mediana edad, Hyung-suk (Ma Dong-seok), en un motel, supuestamente para vender su cuerpo. Las cosas se salen de control cuando Jin-il se pelea con Hyung-suk, dejándolo semiinconsciente y robando su auto. Hyung-suk finalmente los atrapa y retiene a Ga-young obligando a Jin-il a pagar por la libertad de Ga-young.

## Reparto

### Principal
- Ma Dong seok como Hyung-suk.[7]
- Choi Min-ho como Jin-il.

### De apoyo
- Kim Jae-young como Sung-hoon.
- Jung Da-eun como Ga-young.[8]
- Lee You-jin como Seon Bong-gil.
- Baek Soo-min como Min-kyung.
- Kim Won-sik como Won-sik.
- Park Ho-san como detective Jang.
- Park Ki-deok como Park Ki-deok.
- Kil Sung-sub como Kil Sung-sub.
- Lee Shi-yoo como esposa de Hyung-suk.
- Song Ga-yeon como hija de Hyung-suk.
- Han Sung-Chun como Detective Kim.
- Park Seong-il como Detective Park.
- Seo Ho-chul como Detective Seo.